# Тони Фергусон
Ентони Арманд Фергусон (енгл. Anthony Armand Ferguson; Окснард, 12. фебруар 1984) је амерички професионални ММА борац који се такмичи у лакој категорији Ултимативног борилачког шампионата (УФЦ). Професионални борац је од 2008. године и бивши привремени шампион лаке категорије УФЦ-а. Приступио је УФЦ организацији након што је победио у такмичењу Ултимативни борац 13. Тренутно је 6. борац лаке категорије.

## Детињство и младост
Фергусон је рођен 12. фебруара 1984. године у Оскнарду у Калифорнији, а одрастао је у Маскигону у Мичигену. Мексичког је порекла.
Фергусон је похађао Католичку средњу школу Маскигон, за школу је наступао у америчком фудбалу, бејзболу и рвању. Поред успеха у америчком фудбалу, три пута је наступао за америчку репрезентацију победивши у категорији до 68 килограма 2002. године.
Након средње школе, Фергусон је уписао Универзитет у Централном Мичигену пре него што је прешао на Државни универзитет Гранд Вели. Није дипломирао, али је имао успешну рвачку каријеру и победио је на државном колеџ првенству у рвању 2006. године у категорији до 70 килограма.
Након колеџа Фергусон се преселио у Калифорнију како би био ближе великој породици,радио је у маркетингу и продаји током дана, а у ноћним сменама као бармен. Док је радио као бармен причао је колегама о рвачком искуству и добио је позив да тренира рвање. Убрзо се одлучио да постане професионални борац.

## Каријера

### Рана каријера
Фергусон је почео професионалну ММА каријеру борећи се за мале организације у Калифорнији 2007. године. Запажен меч у његовој раној каријери је победа над кик-бокс шампионом Џо Шилингом.

### Ултимативни борац 13
Фергусон се више пута пријављивао за такмичење у УФЦ-овој ријалити емисији Ултимативни борац. Коначно је добио шансу 2010. године да се докаже у тринаестој сезони ријалитија након што је оствари професионални скор од десет победа и два пораза и освојио шампионат у велтер катергорији у организацији Чиста борба.
Такмичио се као борац у шампионату Ултимативни борац: Тим Леснар против Тима дос Сантос. Изабран је трећи за Тим Леснар. У својој првој борби Фергусон је победио Џастина Едвардса нокаутом у првој рунди. Следећу победу остварио је над Рајаном МекГиливрејем у четрвртфиналу нокаутом у првој рунди, затим је у полуфиналу победио Чак О'Нила нокаутом у трећој рунди да би се пласирао у финале.

### Ултимативни борилачки шампионат
Фергусон је званично дебитовао за УФЦ на Ултимативни борац 13 финалу против Ремзи Најма. Фергусон је победио Најма нокаутом у првој рунди да би освојио УФЦ уговор и добио бонус за нокаут вечери.
Након свог дебија, Фергусон се вратио у лаку категорију и борио против Арона Рајлија 24. септембра 2011. године на УФЦ-у 135. Борба је заустављена након прве рунде када је Рајли рекао да му је поломљена вилица. Борба је зарвшена победом техничким нокаутом у корист Фергусона.
Фергусон се затим суочио са ветераном ММА-а Ајвес Едвардсом у Ултимативни борац 14 финалу. Фергусон је победио једногласном одлуком судија (30-27, 30-27 и 29-28).
Заказана је борба Фергусона и Дениса Халмана 5. маја 2012. године, али је због повреде Халман одустао. Заменио га је Тиаго Таварес који се такође повредио и кога је заменио Мајкл Џонсон. Фергусон је једногласном одлуком изгубио меч.
Након више од годину дана одсуства због повреде руке задобијеном у последњем мечу, Фергусон се 19. октобра 2013. године на УФЦ-у 166 борио против Мајк Риа. Фергусон је победио полугом у првој рунди и добио своју прву награду полуга вечери.
Фергусон се борио са Кацунори Кикуно 24. маја 2014. године на УФЦ-у 173. Победио је нокаутом у првој рунди.
Следећа борба је заказана са Денијем Кастиљом 2. августа 2014. године на УФЦ-у 176, али је после одлагања УФЦ-а 176  меч био померен за 30. август 2014. године на УФЦ 177, када је Фергусон победио подељеном одлуком судија.
Фергусон се борио против Абела Трујиља 6. децембра на УФЦ-у 181 и победио у другој рунди полугом.
Следећи Фергусонов противник Јенси Мадеирос је одустао од борбе због повреде. Заменио га је Глејсон Тибу 28. фебруара 2015. године на УФЦ-у 184. Фергусон је победио полугом у првој рунди и освојио награду за перформанс вечери.
Меч у ком се борио 15. јула 2015. године  победио је једногласном одлуком судија (30–27, 30–27, and 30–26) против Џоша Томсона и освојио другу награду за перформанс вечери.
Фергусонов наредни противник је био Хабиб Нурмагомедов, али га је због повреде заменио Едсон Барбоза. Фергусон је победио полугом у другој рунди и добио трећу узастопну награду за перформанс вечери и прву награду за борбу вечери.
Мајкл Џонсон је одустао од реванша који је био заказан за 5. март 2016. године због повреде. Као замена поново је био заказан меч са Нурмагомедовим за 16. април 2016. године, али је овог пута Фергусон отказао меч због проблема са плућима.
Следећи противник је био Мајкл Чиеса којег је заменио Ландо Ваната због повреде. Фергусон је победио полугом и добио другу награду за борву вечери.
Фергусон се борио против бившег шампиона Рафаела дос Ањоса 5. новембра 2016. године у финалу Ултимативног борца Латинске Америке 3. Победио је једногласном одлуком судија и освојио је нову награду за борбу вечери.
Борба са Нурмагомедовим је заказана трећи пут за УФЦ 209, овог пута за наслов привременог шампиона лаке категорије УФЦ-а. Меч је отказан након што је Нурмагомедов хоспитализован због симптома прехладе узроковане скидањем кила.
Фергусон се борио са Кевин Лијем 7. октобра 2017. године на УФЦ-у 216 за привремени појас лаке категорије УФЦ-а. Победио је полугом у трећој рунди и постао привремени шампион.
Четврти пут је заказана борба са Нурмагомедовим за 7. април 2018. године на УФЦ-у 223, али је Фергусон истегао лигаменте док је ишао на конференцију за новинаре.
Фергсон је победио Ентони Петиса 6. октобра 2018. године на УФЦ-у 229, тако што је Петисов тренер  Дјук Руфус прекинуо меч после друге рунде након што је доктор установи прелом руке. Фергусон је добио четврту награду за борбу вечери.
Фергусонов следећи противник био је  Доналд Серон 8. јуна 2019. године на УФЦ-у 238. Победио је техничким нокаутом након прекида доктора после отока на десном оку Доналда који га је онемогућило да настави борбу. Овом победом је добио пету награду за меч вечери.
Фергусонов меч са Хабибом Нурмагомедовим је заказана пети пут за наслов шампиона лаке категорије УФЦ-а за 18. април 2020. године, али Хабиб није могао да напусти Русију због мера превенције услед пандемије корона вируса. Замена за Хабиба је био Џастин Гејџи. Председник УФЦ-а Дана Вајт је објавио да је догађај одложен за 9. мај 2020. године. Фергусон је изгубио техничким нокаутом у петој рунди забележивши свој први пораз у последњих осам година. Овом борбом је освојио нову награду за меч вечери.

## Приватни живот
Фергусон има сина, Арманда Ентонија, са женом Кристином Фергусон.
У марту 2019. године, Кристина је пријавила да се Тони понаша чудно и да има параноју, да не спава данима и да мисли да су му уградили чип за праћење током последње операције колена. Кристина је навела да није било физичког злостављања и насиља, али је превентивно затражила меру забране приласка док се Фергусон ментално опорави. У априлу 2019. године Кристина укида забрану приласка и сазнаје се да Фергусон наставља са борбама.